# Robert-Mayer-Volks- und Schulsternwarte Heilbronn

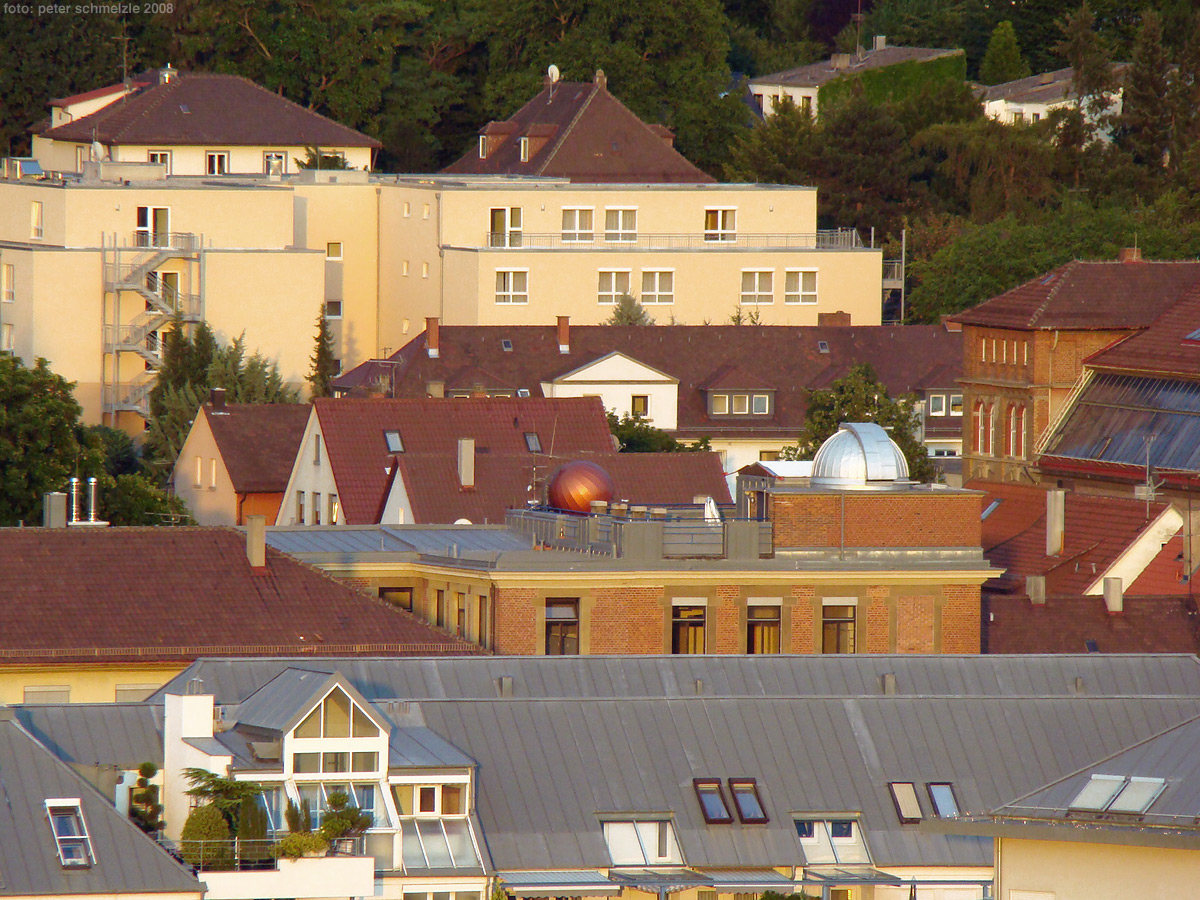
Robert-Mayer-Volks- und Schulsternwarte Heilbronn

Die Robert-Mayer-Volks- und Schulsternwarte Heilbronn (RMS) ist eine Volkssternwarte und Schulsternwarte in Heilbronn, die sich auf dem Dach eines der Flügel des Robert-Mayer-Gymnasiums befindet. Sie ist instrumentell sehr gut ausgestattet und weist als Besonderheit einen historischen Hohlglobus auf.

## Rundgang
Sechsundneunzig Stufen müssen erklommen werden, um die Schulsternwarte zu erreichen. Hier nutzt sie einige Räume im Mönchseeflügel des Heilbronner Gymnasiums. Der Vortragsraum ist mit allen wichtigen Medien ausgestattet: Von der Tafel über den Überblenddiaprojektor, Overheadprojektoren bis hin zu Videobeamer und zahlreichen Modellen über Astronomie und Raumfahrt ist alles vorhanden, um didaktisch sinnvoll arbeiten zu können. Durch das Turmzimmer gelangt man über weitere 25 Stufen zur eigentlichen Sternwarte, der Dachplattform.

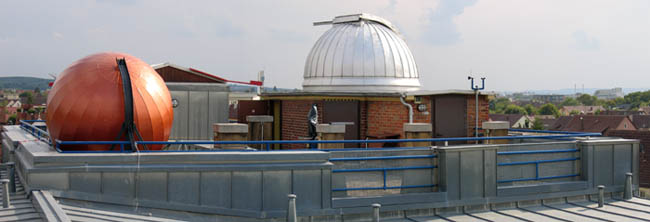
Gesamtansicht der Robert-Mayer-Sternwarte Heilbronn

Hier finden sich mehrere Gebäude. Auffälligstes davon ist der Kuppelraum. Sein drehbares Kuppeldach ist schon aus weiter Ferne zu erkennen. Ein nachträglicher Anbau wird als Gerätehaus genutzt. Das ehemalige Meridiankreishaus beherbergt seit seinem Umbau in eine Klappdachhütte das neue, leistungsfähige Spiegelteleskop der Sternwarte. Zuletzt ist auf der Plattform noch der drehbare Hohlglobus zu finden, ein Relikt aus der Gründungszeit der Sternwarte. Dieses seltene Gerät, eine Art „mechanisches Planetarium“, hat vermutlich weltweit nur noch drei Geschwister.

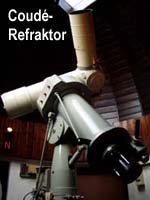
Coudé-Refraktor

Das Wichtigste auf der Sternwarte sind natürlich die Teleskope. Im Kuppelraum befindet sich das Hauptgerät für Führungen: Ein Coudé-Refraktor. Mit seinen 2250 mm Brennweite und einem Linsendurchmesser von 150 mm ermöglicht er eine besonders gute Beobachtung von Sonne, Mond und Planeten. Das damals 75.000 DM teure Linsenteleskop wurde ausschließlich mit Hilfe von Spenden bei Carl Zeiss in Jena gekauft und am 6. September 1983 feierlich eingeweiht.

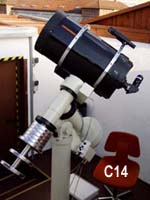
C14

Seit April 1995 ist im ehemaligen Meridiankreishaus ein C14-Spiegelteleskop aufgebaut. Auch dieses Gerät im Wert von 38 000 DM wurde vollständig aus Spenden finanziert. Im Rahmen von Führungen wird es für die Beobachtung von lichtschwachen Objekten wie Galaxien, Kugelsternhaufen, Emissions- und Planetarischen Nebeln eingesetzt. Es besitzt eine Öffnung von 356 mm und ist wegen seiner kompakten Bauweise dennoch bei einer Brennweite von 4000 mm nur 76 cm lang.
Natürlich kann eine Sternwarte nicht nur mit fest montierten Geräten leben. Mobilität ist in Anbetracht der enormen Licht- und Luftverschmutzung im Stadtgebiet sehr wichtig. Da sich durch die Heilbronner Kessellage eine ständige Dunstglocke über die Stadt stülpt, suchen die Hobbyastronomen oft Zuflucht in der näheren und weiteren Umgebung. Dazu werden jedoch mobile Geräte benötigt, welche auch reichlich zur Verfügung stehen.

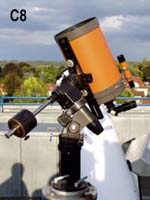
C8

Hervorzuheben sind die beiden C8-Spiegelteleskope. Diese Schmidt-Cassegrain-Teleskope mit einem Spiegeldurchmesser von 20 cm erbringen trotz ihrer kompakten Bauweise ähnliche optische Leistungen wie der Coudé-Refraktor. In erster Linie im Führungsbetrieb als Ergänzung zum Kuppelteleskop eingesetzt, werden sie aber auch gerne von unseren Mitgliedern ausgeliehen.
An dieser Stelle kann natürlich nicht auf das gesamte Inventar der Sternwarte eingegangen werden. Einige wichtige und sehenswerte Geräte sollen dennoch erwähnt werden: Neben einer Sammlung historischer Fernrohre und Feldvermessungsgeräte (Theodolite) aus dem vergangenen Jahrhundert verfügt die Robert-Mayer-Sternwarte auch über einen speziellen Refraktor (90/900 mm) zur Beobachtung der Sonnenprotuberanzen, eine rechnergesteuerte CCD-Astrokamera, eine Empfangsanlage für Meteosatbilder und vieles mehr.

## Geschichte

### Vor 1914
Von dem Heilbronner Gymnasium hatte sich seit 1826 nach und nach eine königliche Realanstalt abgelöst, bei der auch eine Oberstufe, die Oberrealschule, entstand. Diese Schule erhielt 1889 zusammen mit der Gewerbe- und Fortbildungsschule ein eigenes Schulgebäude an der heutigen Bismarckstraße 10. Das wohl ab 1886 errichtete Gebäude wurde 1901 und 1914/15 wesentlich erweitert. Auf dem Haupttreppenhaus des 1889 übergebenen und ursprünglich zweigeschossigen Hauptflügels dieses Schulkomplexes wurde eine Dachplattform nachweislich für astronomische Beobachtungen eingerichtet. Zu diesem „Schulpanorama“ sollten alle Schulen Zugang haben. Die Gymnasiumschronik von 1912 berichtet, dass Herr Professor Klein aus dem Ertrag astronomischer Vorträge 95 Mark zur Anschaffung astronomischer Lichtbilder und 142 Mark zur Anschaffung eines photographischen Apparates spendete. Am 19. März 1914 wurden 284 Mark zur Tilgung der Anschaffung eines Fernrohrs bereitgestellt.

### Zwischen 1914 und 1944
Im Herbst 1908 kam Karl Wildermuth als Physik- und Mathematiklehrer an die Oberrealschule und das Realgymnasium (OR & RG). Diese Doppelanstalt war aus der bereits erwähnten königlichen Realanstalt und aus einer nochmaligen Abspaltung vom Gymnasium hervorgegangen. Um 1938 wurde die an OR & RG eingeführte Koedukation wieder aufgehoben und die Schule zur Robert-Mayer-Oberschule für Jungen, ab 1953 dann zum heute noch bestehenden Robert-Mayer-Gymnasium.
Am 23. April 1914 wird im Gemeinderat der Stadt Heilbronn angedeutet und am 25. Juni 1914 kundgetan, dass für die Einrichtung einer Sternwarte Stiftungen in Aussicht seien und die Stadt Heilbronn daher bei dem gerade im Bau befindlichen Flügel des OR & RG an der Mönchseestraße entsprechende Vorkehrungen, wie verstärkte Mauern, vorsehen möge.
Wildermuth hatte mit der Robert-Mayer-Sternwarte eine kombinierte Volks- und Schulsternwarte im Auge, wie auch aus Passagen des Protokolls der Gemeinderatssitzung vom 8. Juni 1917 hervorgeht, in denen es um die Leitung von Führungen und die Verwaltung der Einrichtung geht. Allerdings hat der Gemeinderat die Stiftungen und Bemühungen Wildermuths nur „hocherfreut“ zur Kenntnis genommen und die weiteren Beratungen seinem Verwaltungsausschuss sowie dem damaligen Oberbürgermeister Paul Göbel anheimgestellt. Die Akten über diese Vorgänge sind am 4. Dezember 1944 während des Bombenangriffs auf Heilbronn verbrannt. Der ursprüngliche Vorschlag von Wildermuth und dem seinerzeitigen Rektor von OR & RG Rudolf Diez, einen fünfköpfigen Verwaltungsrat für die Robert-Mayer-Sternwarte einzusetzen, wurde vermutlich nicht realisiert. Die Robert-Mayer-Sternwarte wurde faktisch von der Schule, auf der sie sich befindet, übernommen. Ein Betrieb als Volkssternwarte war so jedoch nicht möglich. So war durch eine falsche Organisationsform das Schicksal des großen Wurfs einer kombinierten Volks- und Schulsternwarte in Heilbronn bis zum Verlust der wertvollen Gerätschaften in den Wirren des Zweiten Weltkrieges nahezu vorherbestimmt.
Nachdem Wildermuth Heilbronn 1920 verlassen hatte, wurde die Sternwarte meist nur als Schulsternwarte genutzt. Lediglich der Lehrer Hans Seitz bot zwischen 1929 und 1933 Vorträge und Führungen an. Er veröffentlichte auch astronomische Monatsberichte, gemeinsam mit Kuno Fladt ein in zwei Auflagen erschienenes Lehrbuch der Astronomie sowie die Methode und Praxis des Unterrichts in der Himmelskunde. Seitz erfand und initiierte außerdem verschiedene astronomische Lehrmittel und Lehrfilme.

### Die „Ahnenreihe“ der RMS
- 1914–1919: Karl Wildermuth
- 1919–1927: unbekannt, aus dieser Zeit existiert jedoch ein Astronomisches Jahrbuch, so dass die Sternwarte wohl genutzt wurde
- 1927–1928: Deker
- 1928: Greiner
- 1929–1939:  Hans Seitz
- 1940: Dussler

Die Sternwarte wurde bis in den Zweiten Weltkrieg hinein als Schulsternwarte genutzt, in den Nachkriegswirren wurden die Geräte jedoch zerschlagen und die Bibliothek auf Befehl des amerikanischen Militärverwalters vernichtet. Der Mönchseeflügel mit der Sternwarte gehört zu den wenigen Gebäuden in Heilbronn, die den Luftangriff vom Dezember 1944 und den Wiederaufbau überlebt haben.

### Ehemaliges Instrumentarium
Baulich bestand seit dem Winter 1914/15 alles außer dem Geräteraum, der vor 1928 errichtet wurde. Wohl 1919 waren alle Geräte auf der Sternwarte eingerichtet, mit Ausnahme einer zweiten Astrokamera, die wohl 1928 installiert wurde. Damit stand in Heilbronn die Schulsternwarte mit der besten Ausstattung ihrer Zeit. Der seltene drehbare Sternenhohlglobus und ein älteres Teleskop wurden aus dem alten Bestand in die Sternwarte übernommen. Ein größerer Raum im dritten Stockwerk des Schulgebäudes war für die Astronomie vorgesehen und separat beheizbar. Im Aufgangsraum zur Plattform, dem Turmzimmer, befanden sich eine Rieffler-Pendeluhr mit Zeitschreiber und wahrscheinlich eine weitere Uhr. Die derzeitige, gebrauchte Uhr wurde um 1979 installiert. Da heute Funkuhren genauere Zeitangaben liefern, ist sie mittlerweile nicht mehr in Betrieb. Im Kuppelraum waren ein Zeiss-Refraktor von etwa 10 cm Öffnung und parallel dazu zwei Astrokameras gleicher Öffnung mit einem Meter Brennweite und Plattenformaten von 9 cm × 12 sowie 13 cm × 18 cm installiert. Der Refraktor könnte ein Fernrohr mit 13 cm Objektivöffnung und 2,30 m Brennweite gewesen sein. Die zweite Kamera wurde wahrscheinlich 1928 angebracht und belastete die Montierung zu stark, so dass Fotografie kaum noch möglich war. In dem Meridiankreishaus befand sich ein Meridiankreis mit vier Zentimeter Öffnung und geknicktem Strahlengang zur Vermessung von Sternpositionen. Das Instrumentarium wurde durch eine Kamera für Sonnenaufnahmen von rund 12 cm Durchmesser und einen Spektrograf zum Hauptfernrohr ergänzt. Welche Geräte für die fünf Steinsockel für Schülerpraktika auf der Plattform vorhanden waren, ist unbekannt. Die Geräte der Sternwarte sollten um 1941 auf Empfehlung von Hans Seitz auf die Privatsternwarte von Ernst Wecker nach Mainhardt ausgelagert werden. Sie wurden jedoch nur in den Keller des Schulhauses gebracht. Nach Kriegsende wurden sie von ehemaligen polnischen Zwangsarbeitern zerstört, um das Metall zu plündern. Auf Befehl des US-amerikanischen Militärverwalters wurde die Bücherei ebenfalls vernichtet, da die Bücher Hakenkreuz-Stempel trugen. Der Flügel der Robert-Mayer-Sternwarte hat inmitten einer Trümmerwüste die Zerstörung Heilbronns überstanden.

### 1945 bis 1979

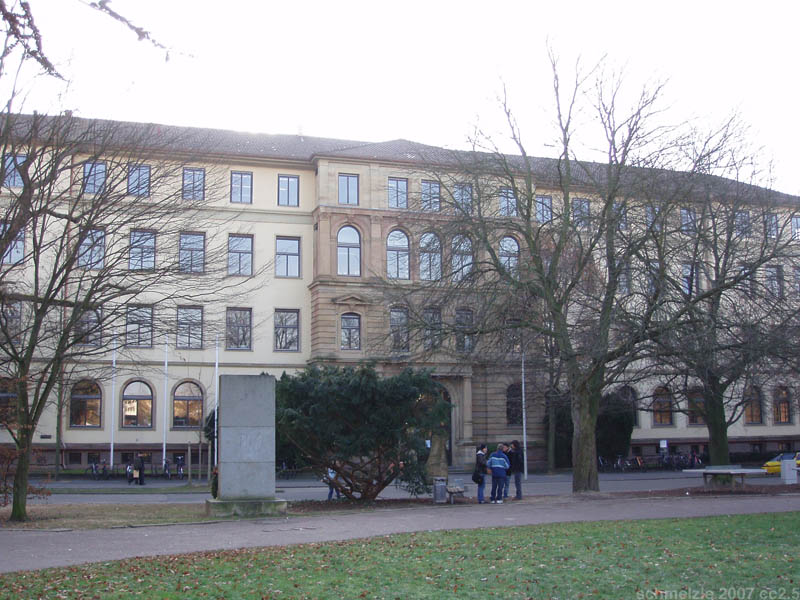
Die Sternwarte befindet sich auf dem Robert-Mayer-Gymnasium in Heilbronn

Nach dem Wiederaufbau des heutigen Robert-Mayer-Gymnasiums nach dem Krieg stand die Sternwarte zuerst leer. In den Jahren zwischen 1945 und 1979 wurde sie daher nur sporadisch genutzt. Wohl mit dem Wiederaufbau wurde auch der Anbau errichtet, der heute die Toilettenanlagen beherbergt.
1952 schenkte Ernst Wecker rechtlich dem THG, das damals im Mönchseeflügel des Gebäudes untergebracht war, zur Aufstellung in der leeren Kuppel der Robert-Mayer-Sternwarte und „für alle Heilbronner Schüler“ einen Refraktor (60/680 mm) mit Uhrwerknachführung. Der Wecker-Refraktor befand sich lange Zeit im Theodor-Heuss-Gymnasium (THG) und kam 2010 wieder auf die Sternwarte.
In diesem Jahr renovierte die Stadt erstmals die Sternwarte, für die StR Schultheiss zuständig war. Anfang der fünfziger Jahre halten die Herren Bühler und Gerstenberger von der Schwäbischen Volkssternwarte Stuttgart mehrfach Volkshochschulkurse in Heilbronn. Da das THG den von Wecker gestifteten Refraktor mit in sein neues Gebäude an der Ecke Gymnasium-/ Karlstraße nahm, bat Wecker im Jahr 1957 den Oberbürgermeister Paul Meyle, für die Kuppel der Sternwarte einen Kosmos-E68-Refraktor zu beschaffen. Um 1960 leitete der Gymnasiallehrer Bernd Prätor ein Jahr lang eine schulische Astronomie-AG auf der Sternwarte. Die Sternwarte ist neben dem Kosmos-Refraktor nun noch im Besitz zweier alter Refraktoren, von denen einer wohl aus dem historischen Bestand stammt (konstruiert zwischen 1820 und 1840). Der zweite Refraktor, ein Zweizöller mit Holz-Tubus von ca. 1913, wurde um 1950 von Wecker gekauft. Beide Geräte stammen von der Firma Merz. Zwischen 1960 und 1979 lag die Sternwarte weitgehend brach. Gelegentlich erhielten Schüler von Franz Speck Schlüssel, um Beobachtungen mit den bescheidenen Fernrohren anstellen zu können. Im Frühjahrssemester 1979 hielt Werner Baier an der VHS Heilbronn einen gut besuchten Einführungskurs in die Astronomie. Er besucht die Sternwarte dreimal mit einigen Teilnehmern seines Kurses. Zu den Teilnehmern zählen auch Holger Sturm (damals Schüler der 10. Klasse am Justinus-Kerner-Gymnasium). Im März 1979 erhielt Sturm Schlüssel zur Sternwarte. In den folgenden Jahren trieb er den Wiederaufbau der Sternwarte voran.

### Wiederaufbau 1979–1987
Mit Holger Sturm begann der engagierte Wiederaufbau der Sternwarte. Kurz nachdem er den Schlüssel zu der Sternwarte erhalten hatte, fand er durch Zufall ein Buch, in dem er eine Abbildung und Beschreibung des Drehbaren Hohlglobus der Sternwarte fand – der Verfasser war Professor Seitz, der die Sternwarte von 1929 bis 1938 geleitet hatte. Holger Sturm konnte zu ihm Kontakt aufnehmen. Viel von unserem heutigen Wissen über Ausstattung, Zielsetzung, Geschichte und Arbeit der alten Sternwarte stammt aus den Recherchen von Holger Sturm und den Briefwechseln mit Seitz.
Im Oktober 1979 nahm Holger Sturm auch Kontakt zu dem damaligen Ersten Bürgermeister und späteren Oberbürgermeister Manfred Weinmann auf. Damit gelang es ihm, das grundsätzliche Interesse der Stadt Heilbronn an der Sternwarte wieder zu wecken. Gemeinsam mit dem Physikprofessor Friedrich Rumold vom Seminar für Gymnasiallehrerausbildung in Heilbronn und Herrn StD Grünenwald, dem Leiter der physikalischen Sammlung im Mönchseegymnasium Heilbronn, wurden Mittel für eine astronomische Zentralsammlung der Stadt Heilbronn bereitgestellt, die im Wesentlichen aus zwei C8-Teleskopen, zwei Kameras und Literatur bestand. Da mit Karlheinz Klein zu dieser Zeit auch wieder ein Physik- und Astronomie-Lehrer am RMG war, schien die langfristige Nutzung der Sternwarte gesichert. Daher führte die Stadt Heilbronn eine Renovierung der Sternwartengebäude durch. Es war klar, dass der 68-mm-Kosmos-Refraktor, der damals als „Hauptgerät“ in der Kuppel auf der Säule des weit größeren, zerstörten Zeiss-Refraktors stand, einen Nachfolger brauchte. In der Folge von Gesprächen mit anderen Sternwarten kristallisierte sich dann der Coudé-Refraktor (150/2250 mm) von Zeiss in Jena (damals noch DDR) als anzustrebendes Fernrohr heraus. Rumold und der Schulleiter des RMG, Franz Speck, stellten den Antrag an die Stadt Heilbronn auf Bereitstellung der entsprechenden Mittel zum Haushalt 1981.
Um die Stadt bei der Anschaffung zu entlasten – es ging immerhin um fast 75.000 DM – wurde ein Stiftungsaufruf verfasst, der zuerst eine Summe von 20.000 DM erbrachte. Im Rahmen des Nachtragshaushalts 1982 wurden auf Anraten des Bürgermeisteramtes schließlich die noch fehlenden Gelder vom Gemeinderat bewilligt, nachdem klargestellt wurde, dass die Sternwarte nicht „als Privatvergnügen für einige Schüler“ und für „Astrologie und derartige Dinge“ genutzt werden sollte, wie der damalige Kulturdezernent Pfister zuerst unterstellte. Weinmann konnte schließlich im Einvernehmen mit dem Ministerpräsidenten Lothar Späth die Südwestdeutschen Salzwerke AG dafür gewinnen, anlässlich ihres hundertjährigen Jubiläums 1983 den städtischen Anteil ganz zu übernehmen, so dass das neue Teleskop vollständig über Spenden finanziert werden konnte. Die feierliche Übergabe erfolgte am 6. September 1983. Da Holger Sturm ab 1982 in Göttingen studierte, wurde die Sternwarte von Klein sowie den Schülern Matthias Albrecht und Michael Scholz betreut. Seit dem Frühjahr 1984 findet eine schulische Astronomie-AG des RMG unter der Leitung von Klein statt. 1984 fanden auch die ersten öffentlichen Führungen statt, vorerst nur mittwochs während der Schulzeit bei klarem Himmel. Die Besucherzahlen waren jedoch sehr gering. Seit 1984 erscheint daher ein Veranstaltungsprogramm, das wesentlich zur Bekanntheit der Sternwarte beiträgt. Trotzdem war die Nutzung der Sternwarte durch die wenigen Mitarbeiter unzureichend. 1985 fanden die ersten Ferienführungen statt, die vor allem von Holger Sturm durchgeführt wurden und sehr erfolgreich waren. Mit leicht verändertem Konzept werden sie bis heute durchgeführt. Im September 1985 nahmen mit Michael Vogel und Peter Paul Maurer zwei Amateurastronomen Kontakt mit Holger Sturm auf. Sie besichtigten die Sternwarte und kritisierten anschließend die Arbeit der Sternwarte und ihre unverhältnismäßige Ausstattung. Das Ergebnis war eine fruchtbare Zusammenarbeit mit vielen Diskussionen über eine bessere Nutzung der Sternwarte. 1985 stieß auch Ulrich Arnold als Mitarbeiter dazu. Im Folgenden konnten mittwochs und freitags Führungen angeboten werden, auch fanden erstmals Kurse an der Volkshochschule statt.
Um mehr Mitarbeiter zu gewinnen, kam 1986 der Gedanke auf, einen Trägerverein zu gründen. Er sollte die Robert-Mayer-Sternwarte eigenständig für die Stadt Heilbronn betreiben und sowohl für die Schulen als auch für die Öffentlichkeit nutzbar zu machen. Die Gründung des Vereins Robert-Mayer-Volks- und Schulsternwarte Heilbronn e.V. erfolgte im Februar 1987 unter dem Vorsitz von Holger Sturm.

## Drehbarer Hohlglobus

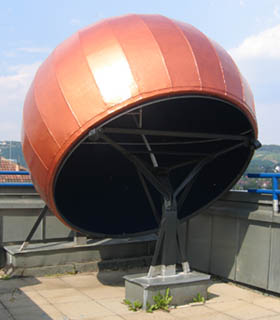
Hohlglobus der Sternwarte Heilbronn

Schon seit den Gründungsjahren befindet sich auf der Dachplattform der Sternwarte ein Hohlglobus, Vorläufer der modernen Projektionsplanetarien. Der Hohlglobus besteht aus einer Metallkugel mit zwei Metern Durchmesser, die drehbar auf Rollen gelagert ist und zusätzlich auf einem Standfuß aufgehängt ist. Dadurch kann man problemlos den aktuellen Himmel einstellen. Rund 170 Sterne sind durch Bohrungen in der Kugel markiert, wobei der Durchmesser der Bohrung der scheinbaren Helligkeit des Sternes entspricht. Sirius als hellster Stern wird dabei durch ein 1,5 Zentimeter großes Loch symbolisiert. Verzeichnet sind alle Sterne bis etwa 3,5 mag −20° Deklination.

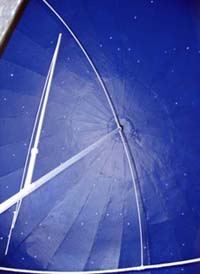
Innenansicht

Das Innere des Hohlglobus ist mattschwarz gestrichen, so dass man mit Kreide Sternbilder, Koordinatenlinien oder die Positionen von Planeten einzeichnen kann. Der Hohlglobus gehört zu den wenigen Geräten, die von der Lage der RMS im Stadtzentrum profitieren: Vor allem bei bewölktem Himmel oder wasserdampfhaltiger Luft hat man in ihm ein sehr realistisches Bild vom Himmel. Etwa acht Personen können sich bequem gleichzeitig in ihm aufhalten, es waren aber auch schon doppelt so viele.

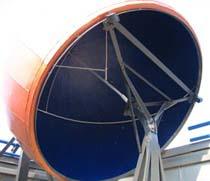
Außenansicht

Niemand weiß genau, wie der Hohlglobus auf die Sternwarte gekommen ist. Man weiß lediglich, dass er schon zur Gründung der Sternwarte existiert hat: Erstmals wurde er im Gemeinderatsprotokoll vom 11. Juni 1917 erwähnt. Als Vorbild für ihn wird heute die Atwoodsche Himmelskugel (jetzt im Adler-Planetarium in Chicago) angesehen, jedoch ist nichts Genaueres bekannt. In Deutschland ist das Gerät wahrscheinlich einzigartig. Um ihn auch in Zukunft weiterbenutzen zu können, wurde er 1992 von einer Heilbronner Schlosserei renoviert.
Aufgrund starker Witterungseinflüsse wurden im Jahr 2004 erneut dringend Maßnahmen zum Erhalt des Hohlglobus erforderlich. Ab September 2003 war der Hohlglobus aufgrund der Baumaßnahmen für die Öffentlichkeit gesperrt. Schließlich konnten rechtzeitig zum 90-jährigen Bestehen der Sternwarte die knapp ein Jahr andauernden Sanierungsarbeiten durch Mitarbeiter des Landesdenkmalamts abgeschlossen werden. Damit ist der Fortbestand des Hohlglobus' für viele weitere Jahre gesichert, so dass er jetzt wieder im Führungsbetrieb eingesetzt werden kann.

## Instrumente

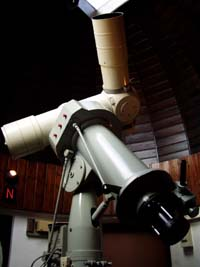
Coudé

### Coudé-Refraktor

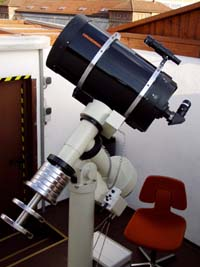
C14

Allgemeines
Am 6. September 1983 wurde der ausschließlich aus Spenden finanzierte Coudé-Refraktor eingeweiht. Er wurde von Carl Zeiss Jena gebaut und steht heute im Kuppelraum.
Einsatzgebiet
Neben seinem Einsatz bei Sternführungen wird der Coudé vor allem zur Beobachtung von Sonne, Mond und Planeten eingesetzt. Die Bauart, durch die das Okular fest an einem Ort bleibt, macht ihn zum idealen Führungsteleskop.
Technische Daten
Coudé-Refraktor von Carl Zeiss Jena; Öffnung: 150 mm; Brennweite: 2250 mm

### C14

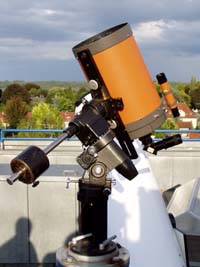
C8

Allgemeines
Am 21. April 1995 wurde das C14 als neues Hauptgerät der RMS eingeweiht. Es wurde ebenfalls über Spenden finanziert. Seit Anfang 1996 gibt es für das C14 eine CCD-Kamera und eine Computersteuerung.
Einsatzgebiet
Durch seine Lichtstärke ist das C14 bestens geeignet für Deep-Sky-Beobachtungen. Es wird außerdem für CCD-Aufnahmen und bei Bedarf während Führungen benutzt, dient jedoch vor allem den Mitgliedern.
Technische Daten
Schmidt-Cassegrain-Teleskop von Celestron; Öffnung: 350 mm; Brennweite: 3900 mm

### C8

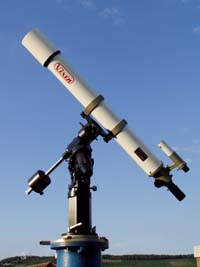
Vixen

Allgemeines
Öffnung und eine sehr kompakte Bauweise sind die größten Vorteile dieser beiden Schmidt-Cassegrain-Teleskope.
Einsatzgebiet
Die C8s werden vor allem bei Beobachtungsexkursionen in die Löwensteiner Berge aufgebaut, dienen aber auch als Ergänzung zu den festen Teleskopen während Sternführungen.
Technische Daten
Schmidt-Cassegrain von Celestron; Öffnung: 200 mm; Brennweite: 2000 mm

### Vixen 90-mm-Refraktor
Allgemeines
Neben der Beweglichkeit spricht die sehr gute Abbildungsqualität für den Refraktor, so dass er durchaus seine Berechtigung neben den lichtstärkeren C8-Reflektoren hat.
Einsatzgebiet
Ursprünglich wurde der Vixen für die Sonnenbeobachtung gekauft. Seine gute Bildqualität rechtfertigt seinen Einsatz z. B. zur Planetenbeobachtung während Beobachtungsexkursionen.
Technische Daten
Refraktor von Vixen; Öffnung: 90 mm; Brennweite: 1000 mm
Neben den hier vorgestellten Instrumenten besitzt die RMS noch mehrere historische Teleskope aus der Gründungszeit der Sternwarte, einen Orion 80/600ED-Refraktor, einen mobilen Celestron 80/600ED-Refraktor, eine Vielzahl von Ferngläsern, Kameraadapter und Kameras (analog und digital) für die Astrofotografie, eine CCD-Kamera, einen Protuberanzenansatz und ein H-alpha-Filter zur Sonnenbeobachtung und vieles mehr.